# 김현지 (디자이너)
| 김비주 | 김비주                                  |
| ------ | --------------------------------------- |
|        |                                         |
| 출생   | 1991년 6월 17일 (31세)                  |
| 국적   | 대한민국                                |
| 직업   | 디자이너, 사업가, 컬러리스트, 특강 강사 |
| 경력   | 2015년~ ENVYME대표                      |

김비주(1991년 6월 17일 ~)는 대한민국의 디자이너이며, ENVY ME(엔비미)의 대표이다.
2021년 7월 '김비주'로 개명하였다.

## 경력
- 2018년 5월 신라대학교 패브릭아트 전문가 양성과정 [핸드메이드 상품제작 & 디자인 실무교육을 통한 퀼트 특강]
- 2018년 9월 신라대학교 도시재생일자리지원센터 업사이클링 청년공동체 일자리과정 강사 : 패브릭아트 전문가 양성과정 펠트 특강
- 2018년 11월 신라대학교 패션산업디자인과 창업 그룹 컨설팅 (한지섬유 제작을 통한 상품기획)
- 2018년 신라대학교 패션산업디자인과 창업 그룹 컨설팅 (면직물 제작을 통한 상품 기획)
- 2018년 신라대학교 패션산업디자인과 창업 그룹 컨설팅 (동물성 섬유를 활용한 시트 제작)
- 2018년 신라대학교 패션산업디자인과 창업 그룹 컨설팅 (색채디자인을 활용한 직물 아이템제작)
- 2019년 3월 신라대학교 도시재생일자리지원센터 업사이클 아트전문가 과정 강사 : 패션산업디자인과 패브릭아트 전문가 양성과정 특강
- 2019년 한국자수디자인협회 컬러리스트 특강[색채의 이해를 통한 자수디자인 적용]
- 2019년 6월 세명대학교 융합디자인학부 패션디자인학 학술특강 ‘Fashion 세상에서 ART를 만나다’ 보관됨 2021-10-26 - 웨이백 머신
- 2019년 11월 세명대학교 융합디자인학부 패션디자인학 특강 '손끝에서 피어나는 패션세상 -handcraft에 빠지다'
- 2020년 11월 세명대학교 패션디자인학과 비대면 특강
- 2021년 2월 세명대학교 교내연구 ENVY ME기업 참여(줌치소재를 활용한 상품제작)
- 2021년 2학기(9월~) 세명대학교 인문예술대학 패션디자인학과 직물디자인과목 강의

## 학력
- 이화여자대학교 디자인대학원|이화여대 디자인대학원 섬유디자인전공 디자인학 석사

## 수상
- 2014년 제 25회 대한민국텍스타일대전 특선
- 2014년 제 5회 캐나다 NAFA 모피공모전 장려상
- 2014년 국제디자인트렌드대전 입선
- 2017년 국제디자인트렌드대전 입선
- 2019년 제 3회 3D 프린팅 창작경진대회 (Net-Flex팀) 일반부 1위 최우수상(교통대총장상)

## 전시
- 2016년 이화여대 섬유디자인전공 정기전[느림의 CYCLING T:T& :인사동 갤러리 시작]
- 2017년 이화여대 섬유디자인전공 정기전 [COLOR OF EMOTION : 한국공예디자인문화진흥원갤러리]
- 2017년 공예트렌드페어 :직조기법을 활용한 은 목걸이 3점 출품 [이화여대 크래프트전공] : COEX
- 2018년 국제섬유박람회 프리뷰 인 대구 ENVY ME 기업 전시 (A-18-1)

## 자격증
- 2015년 컬러리스트 기사
- 2015년 컬러리스트 산업기사
- 2020년 퍼스널컬러컨설턴트 1급

## 같이 보기
- 컬러리스트
- 예술인
- 특강강사